# Attica (Kansas)
Attica es una ciudad ubicada en el condado de Harper en el estado estadounidense de Kansas. En el año 2010 tenía una población de 626 habitantes y una densidad poblacional de 417,33 personas por km².

## Geografía
Attica se encuentra ubicada en las coordenadas 37°14′32″N 98°13′39″O / 37.24222, -98.22750 (37.242124, -98.227489).

## Demografía
Según la Oficina del Censo en 2000 los ingresos medios por hogar en la localidad eran de $31,012 y los ingresos medios por familia eran $34,643. Los hombres tenían unos ingresos medios de $30,833 frente a los $20,000 para las mujeres. La renta per cápita para la localidad era de $14,733. Alrededor del 9.1% de la población estaban por debajo del umbral de pobreza.